# Julien Ouedraogo
Julien Ouedraogo (Alto Volta, (en la actualidad Burkina Faso), 16 de febrero de 1982) es un esgrimidor burkinés.
Representó su país en los Juegos Olímpicos de Pekín 2008. Su especialidad era el sable.